# Battaglia di Yique
La battaglia di Yique (伊阙之战S), nel 293 a.C., fu uno scontro vinto dall'imbattuto generale Bai Qi di Qin contro le forze della coalizione di Han e Wei, durante il periodo degli Stati Combattenti. Wei e Han avevano stretto un'alleanza per affrontare le forze del re Zhaoxiang di Qin, Yique (ora chiamato Longmen, città di Luoyang, provincia di Henan). Con numeri grandi la metà dei suoi avversari, l'esercito di Qin, guidato dal generale Bai Qi, prese le fortezze dei regni nemici unite una ad una. La battaglia si concluse con la sottomissione del generale dell'Alleanza Gongsun Xi (公孙喜) e la cattura di cinque città appartenenti agli Han e ai Wei, inclusa Yique. I regni sconfitti furono costretti a negoziare la pace cedendo parti dei loro territori.